# 질 알렉산더 에스바움
질 알렉산더 에스바움(Jill Alexander Essbaum, 1971년 ~ )은 미국의 시인, 소설가이다. 에스바움의 시는 어둡고 에로틱한 이미지, 언어유희가 특징이다. 첫 소설인 《하우스프라우》 역시 이런 특징을 공유하고 있다. 독일어로 '가정주부' 혹은 '기혼 여성'을 의미하는 제목의 《하우스프라우》는 스위스에 사는 미국인 여자 안나의 이야기이다. 그녀가 받는 독일어 수업과 정신분석 상담, 그리고 불륜이 교차되며 이야기가 진행된다. 주인공의 이름과 소재의 유사성으로 인해 안나 카레니나가 연상되며, 《안나 카레니나》에 《보바리 부인》과 《그레이의 50가지 그림자》를 섞은 작품이라는 평가를 받기도 했다. 에스바움은 현재 캘리포니아 대학교 리버사이드에서 문예 창작을 가르치며 작품 활동을 이어 가고 있다.

## 저서

### 시집
- Heaven (Middlebury Press, 2000)
- Oh Forbidden (Pecan Grove Press, 2005)
- Harlot (No Tell Books, 2007)
- Necropolis (neoNuma Arts, 2008)

### 소설
- Hausfrau (Random House, March 2015) 《하우스프라우》, 박현주 옮김(열린책들, 2017)

### 기타
- The Bedside Guide to No Tell Motel (Lulu.com, 2006)
- The Best American Erotic Poems (Scribner, 2008)
- The Devastation (Cooper Dillon Books, 2009)